# Dzmitryj Czarnuszewicz
Dzmitryj Czarnuszewicz (biał. Дзмітрый Сілыч Чарнушэвіч; ur. 13 listopada 1882 w Kopylu, zm. 18 czerwca 1938 w Mińsku) – białoruski językoznawca i działacz państwowy.
W 1917 wstąpił do RKP(b). Po rewolucji październikowej pracował w Powiatowym Komitecie Wykonawczym w Słucku. Od lutego do czerwca 1918 zajmował się pracą partyjną w okupowanej przez Niemców Białorusi. W październiku 1918 trafił do Moskwy, gdzie związał się z Białoruskim Komitetem Narodowym (Белнацкам) oraz sekcją białoruską RKP(b).
W 1919 objął tekę komisarza ludowego opieki społecznej w Tymczasowym Rządzie Białoruskiej SRR. Po rozwiązaniu republiki w tym samym roku znalazł się wśród członków Centralnego Komitetu Wykonawczego Litewsko-Białoruskiej SRR. Działał w komitetach gubernialnych: mińskim i smoleńskim.
Po ponownym powołaniu do życia Białoruskiej SRR wszedł w skład jej CKW, w którym pozostał przez dziesięć lat (1921–1931). Od 1924 do 1927 był członkiem prezydium Komitetu. Od września 1924 piastował funkcję jego sekretarza. Od marca 1924 roku pełnił również urząd komisarza ludowego spraw wewnętrznych. W 1927 objął stanowisko przewodniczącego Państwowego Zarządu Ubezpieczeniowego Białoruskiej SRR.
Aktywny jako językoznawca piastował na początku lat 30. XX w. funkcję wiceprezesa Instytutu Literatury, Sztuki i Języka Akademii Nauk Białoruskiej SRR.
Podczas fali czystek stalinowskich pozbawiony urzędów. Zajmował się pracą urzędnika w mińskim oddziale Białoruskiego Państwowego Zarządu Ubezpieczenia Gospodarstw Rolnych.
25 stycznia 1938 aresztowany przez NKWD i na mocy wyroku Kolegium Wojennego Sądu Najwyższego Białoruskiej SRR skazany na rozstrzelanie. Wyrok wykonano w czerwcu tego roku.